# Leopold Everhard van Württemberg-Montbéliard
Leopold Everhard van Württemberg-Montbéliard (Montbéliard, 21 mei 1670 – aldaar, 25 februari 1723) was van 1699 tot aan zijn dood hertog van Württemberg-Montbéliard en van 1680 tot aan zijn dood graaf van Coligny. Hij behoorde tot het huis Württemberg.

## Levensloop
Leopold Everhard was de jongste zoon van hertog George II van Württemberg-Montbéliard uit diens huwelijk met Anne, dochter van de Franse maarschalk Gaspard III de Coligny.
In 1676 werd Montbéliard bezet door Franse troepen, waardoor Leopold Everhard en zijn familie in ballingschap moesten gaan. Na de dood van zijn moeder in 1680 werd Leopold Everhard de achtste graaf van Coligny. Hij verbleef enige jaren in ballingschap aan het hof van zijn verwanten uit het huis Württemberg die het hertogdom Oels in Silezië bestuurden. Ook trad hij in militaire dienst in het leger van keizer Leopold I. Hij werd tot officier benoemd, nam in Hongarije deel aan verschillende gevechten tegen de Ottomanen en wist zich als commandant te onderscheiden bij de gevechten nabij de vesting van Tokaj.
Na het einde van de Negenjarige Oorlog konden Leopold Everhard en zijn familie in 1697 terugkeren naar Montbéliard, dat door de vredesvoorwaarden echter ingekrompen werd. In 1699 volgde hij zijn vader op als hertog van Montbéliard.
Hij voerde een autocratische regeringsstijl en gaf zijn eigen interesses voorgang, vaak ten nadele van de bevolking. Dit leidde in 1704 tot hevige onrust en demonstraties van de bevolking tegen hun landsheer. Als straf liet Leopold Everhard de privileges en de immuniteit van de steden intrekken. De stadsbesturen weigerden dit te accepteren en wendden zich tot de keizer van het Heilige Roomse Rijk om te protesteren en de situatie op te lossen. De hertog zag deze zet als een opstap naar een openlijke revolutie en besloot de orde te herstellen met militair geweld. Omdat hij niet kon rekenen op de hulp van Duitse familieleden en buurstaten, besloot hij troepen van Lodewijk XIV van Frankrijk in te zetten. Dit zorgde ervoor dat de haat van de bevolking tegen hem nog groter werd. Ook het keizerlijk hof in Wenen en de Rijksstaten waren zeer ontevreden; ze vonden dat Lodewijk Everhard hoogverraad had gepleegd door samen te werken met een staat die het Heilige Roomse Rijk vele jaren bestreden had.
Ook probeerde Leopold Everhard zijn financiële toestand te verbeteren ten koste van zijn onderdanen. In 1713 liet hij alle velden en landerijen confisqueren van alle eigenaars die geen documenten konden voorleggen waarin bewezen werd dat ze deze rechtmatig verworven hadden. Voor veel eigenaars was dit onmogelijk, omdat door het vele oorlogsgeweld veel huizen met alle oorkonden waren verbrand, waardoor velen hun landerijen verloren en er een grote verarming ontstond. Wel gebruikte Leopold Everhard een deel van deze geconfisqueerde landerijen om boeren uit ontvolkte en geruïneerde landsstreken te hervestigen en daardoor de economie weer te doen opleven. Daaronder waren talrijke mennonieten, die uit het Oude Eedgenootschap en de Elzas waren verdreven, die wezenlijk bijdroegen aan de verbetering van landbouw. Ook introduceerden zij de aardappelteelt en de teelt van de winstgevende Montbéliard-runderen.
Leopold Everhard overleed in februari 1723 op 52-jarige leeftijd. Hij had een extravagant liefdesleven, zo had hij een relatie met twee zussen tegelijk, en heel wat kinderen, maar die waren allemaal onwettelijk. Ook liet hij verschillende van zijn kinderen trouwen met hun halfbroers of -zussen, wat als zeer schandalig werd beschouwd. 
Montbéliard werd geërfd door hertog Everhard Lodewijk van Württemberg. Hij werd zonder veel ceremonie bijgezet in de kerk van Saint-Maimbœuf in Montbéliard.

## Huwelijken en nakomelingen
Op 1 juni 1695 huwde Leopold Everhard in het geheim morganatisch met Anna Sabine Hedwiger (1676-1735), nadat hij haar zwanger had gemaakt. Hedwiger was vanaf 1701 rijksgravin van Sponeck en vanaf 1719 markiezin van Coligny. Het huwelijk werd in 1714 ontbonden, mede omdat Leopold Everhard het niet nauw nam met de echtelijke trouw. Ze kregen vier kinderen:
- Leopold Everhard (1695-1709)
- Leopoldina Everhardina (1697-1786), huwde in 1719 met haar halfbroer Karel Leopold de l'Espérance
- George Leopold (1697-1750), claimde het graafschap Montbéliard, huwde in 1719 met zijn halfzus Eleonora Charlotte de l'Espérance
- Charlotte Leopoldina (1700-1703)

Daarnaast had hij ook nog een relatie met Henriette Hedwige Curie (1675-1707), vanaf 1700 barones van L'Espérance, en haar zus Elisabeth Charlotte Curie (1684-1733), vanaf 1700 ook barones van L'Espérance. Beide vrouwen werkten als hofdame aan het hof van Leopold Everhard. Na de ontbinding van zijn eerste huwelijk hertrouwde Leopold Everhard op 15 augustus 1718 met Elisabeth Charlotte Curie.
Leopold Everhard en Henriette Hedwige Curie kregen acht kinderen:
- Karel Leopold (1697-1786), graaf van Coligny, huwde in 1719 met zijn halfzus Leopoldina Everhardina von Sponeck
- Ferdinand Everhard (1699-1759), graaf van Coligny, huwde in 1737 met barones Franziska Benigna Waldner von Freundstein
- Eleonora Charlotte (1700-1773), gravin van Coligny, huwde in 1719 met haar halfbroer George Leopold von Sponeck
- Elisabeth (1702-1703)
- Everhardina (1703-1756)
- Leopold Everhard (1704-1705)
- Leopoldina Everhardina (1705-1756)
- Henriette Hedwige (1707-1709)

Leopold Everhard en Elisabeth Charlotte Curie kregen zes kinderen:
- Henriette Hedwige (1711-1728)
- Leopold Everhard (1712-1730)
- George (1714-1715)
- Karel Leopold (1716-1793), rijksgraaf van Horneburg, huwde eerst in 1741 met Maria Jose de Fuentes de Toledo de Castilla, daarna met barones Elisabeth Charlotte von Malsen-Tilborch en uiteindelijk in 1783 met Marie Judith de la Rivière
- Elisabeth Charlotte (1717-1729)
- George Frederik (1722-1760), huwde met gravin Therese von Hartig